# Nattawut Chootiwat
Nattawut Chootiwat (thailändisch ณัฐวุฒิ ชูติวัตร, * 24. Juni 1999 in Nong Khai) ist ein thailändischer Fußballspieler.

## Karriere
Nattawut Chootiwat erlernte das Fußballspielen in der Jugendmannschaft vom Chonburi FC. Der Club aus Chonburi spielte in der ersten Liga, der Thai League. Als Jugendspieler wurde er 2018 zweimal im Profikader eingesetzt. 2019 wurde er an den Drittligisten Phuket City FC nach Phuket ausgeliehen. Der Viertligist Muangnont Bankunmae FC, der in der Thai League 4 in der Region Bangkok spielte, lieh ihn die Saison 2020 aus.